# Софроний Младенович
Софроний Младенович (в миру Иоанн; ум. 1781) — игумен Знаменского монастыря Московской епархии Русской православной церкви, педагог и переводчик.

## Биография
Иоанн Младенович был по происхождению сербом, в своем завещании, писанном на новогреческом языке, именует себя «уроженцем града Нетерского Неофит (Новый Сад) называемаго». Пройдя низшие степени «причетничества» — свещеносца, чтеца, певца, иподиакона, диакона, он рукоположен был православным епископом Бачским, Серединским и Егарским Виссарионом в иерея к храму великомученика Георгия в Петроварадинском «шанце». В 1755 году тот же епископ возвел его в чин протопресвитерства к церквам в Кралевском Новосадском граде и в прилежащих сему протопопиату селах: Темерине, Чуруче, Фулворе, Турии, Сент-Фомаше и Вербасе и сделал его своим епитропом. Вскоре он овдовел. Зная ревность Иоанна Младеновича в пастырских трудах и чистоту жизни его, Павел, православный архиепископ Карловачский 5 октября 1756 года поставил его экзархом Бачской епископии. 

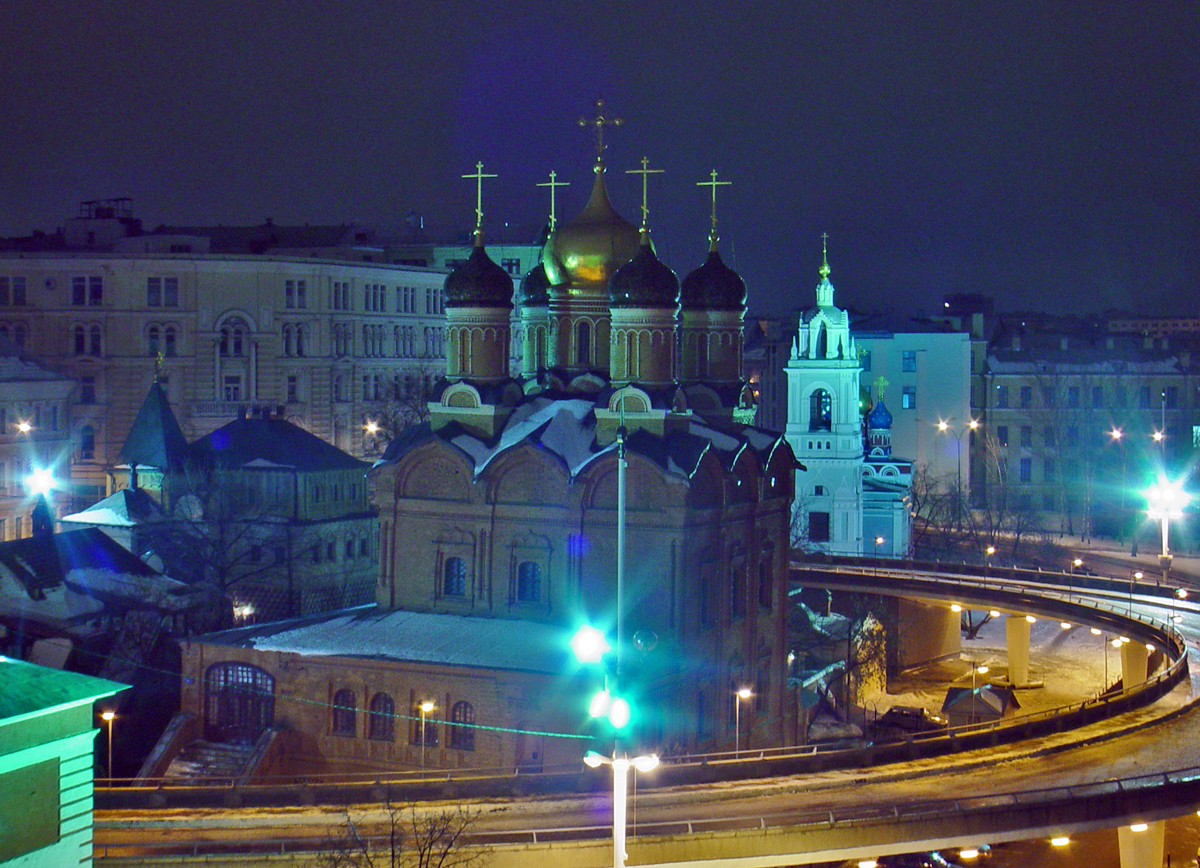
Знаменский монастырь (2008 год)

27 июня 1757 года Иоанн Младенович был пострижен во монашество в общежительном монастыре Раковице и наречен Софронием. 
12 октября 1759 года иеромонах Софроний прибыл в город Киев, откуда отослан был в Государственную Коллегию иностранных дел Киевской губернской канцелярией. В январе 1760 года он прибыл в Санкт-Петербург. Священный Синод 15 февраля 1760 года определил иеромонаха Софрония учителем греческого языка в Славяно-греко-латинскую академию города Москвы и указал ему «жительство иметь» в Заиконоспасском монастыре или же в Николо-Греческом.
14 апреля 1760 года, подтвердив свое определение о назначении Софрония учителем в Московскую духовную академию, Священный Синод поручил ему переводить с греческого языка на русский из церковных греческих авторов полезные книги. Вследствие нежелания ректора Московской академии архимандрита Гедеона принять иеромонаха Софрония в МДА, Священный Синод, 26 июня 1760 года, определил: иеромонаху Софронию быть при Московской типографии для перевода книг с греческого на русский язык и за этот труд получать по третям 200 рублей в год, а жительство иметь в Московском Богоявленском монастыре и получать в пропитание из оного монастыря одну братскую порцию. 
17 октября 1770 года, по определению Святого Синода от 29 сентября иеромонах Софроний произведен был в игумены Московского Знаменского монастыря, где и был до 1776 года; вероятно, в этом или в следующем году он был уволен на покой в Полтавский Крестовоздвиженский монастырь, где и скончался 25 августа (5 сентября) 1781 года. 
Им были переведены: «Шестоднев» святителя Василия Великого, поучения Иоанна Златоуста, напечатанные в 1773 году; он исправил Триодь Постную по греческому оригиналу и участвовал в переводе «Пандектов».